# Clan Abe
Pour les articles homonymes, voir Abe.

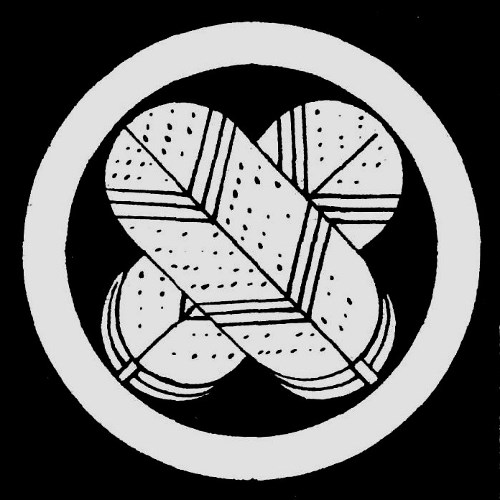
Plumes de poignard disposées en cercle avec une couleur différente de chaque côté

Le clan Abe (安倍氏, Abe-shi) est une ancienne famille japonaise originaire de la province d'Iga, prétendant descendre d'un fils de l'empereur Kōgen (selon le Nihon shoki, écrit en 720). Le nom patronymique d'Abe est porté par de nombreuses familles de la région d'Iga et par d'autres du Yamato descendantes d'un certain Abi, un personnage légendaire qui se serait opposé, toujours selon les chroniques anciennes, à la conquête du Yamato par le premier empereur du Japon, Jinmu Tennō. Ces dernières se seraient réfugiées dans le nord de Honshū où elles devinrent puissantes vers la fin de la période Heian (794-1185), principalement dans la province de Mutsu (nord de Honshū) et dans le Kantō (province de Musashi) à partir du XVIIIe siècle.

## Membres du clan
- Abe no Hirafu (vers 575-664), est connu pour avoir dirigé des guerres contre les Aïnous
- Abe no Yoritoki (d. 1057) : chinjufu-shōgun
- Abe no Sadato (1019-1062)
- Abe Masatsugu (1569-1647) : a combattu à la bataille de Sekigahara